# Софийски светци
Света София – Премъдростта Божия е едно от имената на Исус Христос, от там е името на християнската катедрала „Света София“ и на града и младият Христос е негов покровител.
Богоотрокът Иисус 12-годишен проявява Своята Божествена Премъдрост (грц. Αγία Σοφία) проповядвайки в Иерусалимския Храм: „А Младенецът растеше и крепнеше духом, като се изпълняше с мъдрост; и благодат Божия беше върху Него“ (Лука 2:40). „... И когато Той стана на дванайсет години, те отидоха в Иерусалим по обичая на празника...“ (Лука 2:42). „... Подир три дни Го намериха в храма, да седи между учителите“, „... всички, които Го слушаха, чудеха се на разума и отговорите Му“ (Лука 2:47). Това се допълва от всенародната почит към светата мъченица София, майка на трите свети мъченици – Вяра, Надежда и Любов и тъй като „Божествената премъдрост“ т.е. Христос е предмет на постоянно преклониние неподвластно на специален ден, то празника на светиците е приет за Ден на София;
Сердикийският епископски диоцез, в най-големия си размер в 4 и 5 век сл. Хр, обхваща земите от Карпатите в стара Унгария на север и Черно море на изток до Калабрия в Италия на запад включително, а Св. Климент пръвиепископ на Сердика и папа Римски е личен на светите апостоли Петър и Павел ученик пратен тук.
Деветте Софийски светци са:
- Свети мъченик Потит Сердикийски родом от София, възвисил се в 160 г. сл. Хр. в Трикарико, чества се на 14 януари
- Свети свещеномъченик Георги Софийски Нови, родом от Кратово, възвисил се в 1515 г. в София.чества се на 11 февруари;
- Свети мъченик Георги Софийски Стари, родом от София, възвисил се в 1437 г. в Одрин. чества се на 26 март;
- Свети великомъченик Николай Нови Софийски, родом от Янина , възвисил се в 1437 г. в София, чества се на 17 май;
- Свети мъченик Константин Софийски, родом от Пиротско възвисил се в 1737 г. в София чества се на 21 май;
- Свети мъченик Георги Софийски Най-нови, родом от София възвисил се в 1530 г. в София чества се на 26 май;
- Свети свещеномъченик Терапонтий Софийски, родом от Трън , възвисил се в 1555 г. в София, чества се на 27 май;
- Свети преподобни Софроний Софийски, родом от с. Пенкьовци, възвисил се в 1515 г. в Бесарбовския скален манастир , чества се на 28 май;
- Свети свещеномъченик Симеон Самоковски и Софийски, родом българин, възвисил се в 1737 г. в София, чества се на 21 август;
- Свети преподобни Пимен Зографски, родом от София, възвисил се в 1620 г. в Черепишкия манастир, чества се на 3 ноември.

Към софийските светци могат да бъдат отнесени и:
- Св. Климент папа Римски и пръв епископ на Сердика
- раннохристиянски светци и мъченици от античната Сердика – такива безспорно са просияли приели мъченичеството на арената или разпнъти пред градските врати в некропола на античния град, както е било прието в езически Рим, всички тези места са непосредствено близо до късно античната катедрала Света София, която е построена върху християнски мартириум – малък храм върху гроба на неизвестни по име днес християнски светци мъченици, погинали вероятно именно на сердикийската арена и погребани тук;

- Свети равноапостолни цар Константин Велики „Покръстител на Света“ – чества се на 21 май, живял дълго време в града и управлявал оттук Римската империя;
- Света царица Елена – чества се на 21 май, майка на император Свети Константин Велики, живяла заедно с него в града, открила Гроба Господен в Ерусалим и светия кръст, на който е бил разпнат Спасителят;
- Свети преподобни Иван Рилски чудотворец (св. Иван Средецки и Рилски) – чества се на 19 октомври, небесен закрилник и покровител на България и българския народ, започва отшелничеството си в околностите на София и дълго време пребивава там, след успението му с грижата на Cвети цар Петър Български в 946 г. мощите му са положени в ротондата „Свети Георги“ в София където почиват 250 години, отвлечени от града от маджарите в 1183 г. те извършват чудо и унгарският архиепископ онемява, потресен от това крал Бела III бързо връща мощите на светеца на София, те остават тук до тържественото им пренасянето от цар Иван Асен I за да укрепят новата столица на България – Търново през 1195 г. При тържественото им връщане в Рилския манастир в 1469 г. те отново престояват няколко дена в ротондата „Свети Георги“;
- Свети благочестив крал Стефан чества се на 30 октомври, Стефан Сръбски се е ползвал с голямо уважение сред българите, той е първи братовчед по линия на дядо му Стефан Първовенчани със софийския севастократор Калоян, племенник на цар Иван Асен II, краля се жени за дъщерята на цар Георги I Тертер Анна Българска и от този брак се раждат крал Стефан Дечански и Анна Неда – царица на цар Михаил Шишман и майка на българския цар Иван Стефан. Кралят е ревностен в православието – изпълнява своето обещание колкото години царува, толкова църкви и манстири да построи в Сърбия от които най-забележителни са манастирите Грачаница до Прищина и „Св. Стефан“ до с. Банске при гр. Звечан и двата в Косово, на Хилендарския манастир в Света гора подарява воденици и построява голям храм и кула за защита на манастира от пиратски нападения. Побеждва в съюз с византийски войски турците в Мала Азия и построява църкви в Йерусалим, Цариград и Солун, както и странноприемница за поклонниците славяни в Йерусалим, прави щедри дарения на църквите и манастирите в Западна България и Македония. В изпълнение на личното желание завещано от Светеца Крал мощите му са пренесени в София в 1460 г. По време на османската власт, както предава Йордан Иванов, мощите на Стефан Милутин са били в църквата „Св. Архангели“ и по една или друга причина, обикалят почти всички софийски църкви, но никога не напускат София. Тленните останки на Стефан Милутин около 1897 – 1804 мощите са пренесени в Люлин планина при Горнобанския манастир за да бъдат скрити от ордите на Осман Пазвантоглу след което се върнати на старото им място в града. Днес те се пазят в софийската църква Света Неделя, дълго време наричана от софиянци „Свети Крал“. При Освобождението софиянци вярват, че светеца е спомогнал да не бъде опожарена София от турците, като се явил на сън на пашата и заедно с руските войски отслужват тържествена служба в негова чест. Опитите на сърбите да отнемат останките на краля датират още от времето на Иван Грозни – първоначално сърбите пробват да ходатайстват пред султана за пренасяне на мощите, този първи опит е неуспешен, след което изпращат делегация от Печката патриаршия до Иван Грозни, но и първият руски цар отхвърля просбата да се застъпи за пренасяне на мощите пред турския султан, тъй като е далечен потомък по майчина линия на Бранкови. Последният опит на сърбите за пренасяне мощите на Стефан Милутин извън София е от 2006 г., след като става неизбежна косовската независимост, но Българската православна църква отклонява и този път опита на Сръбската да изземе мощите на светеца;
- Васил Левски който освен, че е бил дълбоко вярвщ християнин и дякон, както е посочил и на изповядващия го свещеник в предсмъртния си час преди да бъде обесен от турците, е основал революционните комитети в София и околните селища, посрещан е в манастирите около града, пречестявал се е там като не като мирянин, а като дякон (което ще реце разкайващ се и отдаден на Бога монах), пял е според преданията в софийските църкви, обесен е от турците и е погребан в София, по време на разкола в БПЦ бе катонизиран за светец в 1996 г. от синода на Пимен като „преподобний мученик Игнатий дякон Левски“, иконата му изрисува зографът Стоян Недев от Велико Търново, но след обединението на 21 юли 2004 г. това, не е канонично потвърдено. Манастира „Света Троица“ при Дивотино пази чудотворна икона, ударена от турски куршум, който, изстрелян срещу Дякона когато той се е крил в храма, наранил светинята, рикоширал и убил на място заптието което стреляло. Харманлийски иконописец Георги Янев, изографисва Левски, но без ореол, в новия православен храм в село Светлина Димитровградското. Във Видин в катедралния храм „Св. Димитър“ в северната му част при престола на св. Иван Рилски има стенопис където лицата на войниците, изпратени от цар Петър да занесат дарове на св. Иван, са портрети на Васил Левски, Христо Ботев, Любен Каравелов, Георги Бенковски и Тодор Александров.

- Католически 4 светци: Никополски католически епископ Евгений Босилков, след съдебните процеси срещу католическите свещеници, екзекутиран от комунистите в София в нощта на 11 срещу 12 ноември 1952 г. и погребан в града в незнаен гроб, провъзгласен за „блажен“ на 15 март 1998 г. във Ватикана от папа Йоан Павел II, поменава се на 13 ноември от всички католици.

Български католически свещеници от Софийско-пловдивска епархия: Камен Вичев, Павел Джиджов и Йосафат Шишков, екзекутирани от комунистите в София в нощта на 11 срещу 12 ноември 1952 г. и погребани в града в незнаен гроб, провъзгласени за „блажени“ на 26 май 2002 г. от папа Йоан Павел II на тържествена меса отслужена на централния площад в Пловдив, поменават се на 13 ноември от всички католици.